# Sacha Backes
Sacha Backes (* 23. September 1994) ist ein luxemburgischer Eishockeyspieler, der seit 2024 erneut bei Tornado Luxembourg in der vierten französischen Liga spielt.

## Karriere
Sacha Backes begann seine Karriere bei Hiversport Luxembourg, für die er in der Spielzeit 2010/11 in der luxemburgischen Eishockeyliga debütierte. Nach der Saison wechselte er zum Rekordmeister Tornado Luxembourg, für den er in der viertklassigen französischen Division 3 spielte. 2019 wechselte er zum IHC Beaufort in die zweitklassige belgische National League Division 1, ehe er 2024 zu Tornado Luxembourg zurückkehrte.

### International
Für Luxemburg nahm Backes an den Welttitelkämpfen der Division III 2011, 2012, 2013, 2014, 2015, 2019, 2022 und 2024 teil. Zudem stand er im Aufgebot seines Landes bei der Olympiaqualifikation für die Winterspiele in Peking 2022.